# Theo ten Kate
Theophile Bonne (Theo) ten Kate (Rotterdam, 10 juni 1931 – Den Haag, 21 februari 2022) was een Nederlandse jurist die onder meer procureur-generaal bij de Hoge Raad was.

## Biografie

### Persoonlijk leven
Ten Kate was een zoon van mr. Theophilus Bonne ten Kate (1891-1959), makelaar in assurantiën, en Luisa Dorothea Hayn (1902-1977). Hij trouwde in 1954 met Hiltje Cleveringa (1930-2021), een dochter van de bekende hoogleraar R.P. Cleveringa. Uit dit huwelijk werden drie kinderen geboren. Th.B. ten Kate overleed in 2022 enkele maanden na zijn echtgenote op 90-jarige leeftijd.

### Loopbaan
Hij studeerde rechten aan de Rijksuniversiteit Leiden. Daarna werkte hij eerst bij de militair-juridische dienst, vervolgens als doctoraal-assistent aan de Leidse universiteit en vanaf 1958 als medewerker Burgerlijk Wetboek bij het ministerie van Justitie. Vanaf 1961 werkte hij bij de rechtbank in Den Haag. Op 6 juli 1962 promoveerde hij in Leiden cum laude op Het request-civiel; promotor was zijn latere schoonvader Cleveringa. Vanaf 1963 was hij rechter in Den Haag. In die functie was hij tot 1972 gedetacheerd bij het ministerie ten behoeve van de totstandkoming van het nieuwe Burgerlijk Wetboek. Per 7 juli 1972 werd hij benoemd tot advocaat-generaal bij de Hoge Raad, waar hij op 9 december 1991 procureur-generaal werd. Op 1 juli 2001 defungeerde hij in verband met het bereiken van de 70-jarige leeftijd.

### Nevenfuncties
Ten Kate was voorzitter van de Commissie Onderzoeksbeoordeling Rechtsgeleerdheid die in 2002 haar rapport Rechtsgeleerdheid 1995-2000. Rapport onderzoeksbeoordeling uitbracht.